# Eunpyeong-gu
Eunpyeong-gu é um gu (distrito de governo local) de Seul, a capital da Coreia do Sul. Está localizado ao norte do rio Han, à noroeste da cidade.

## Divisões administrativas
- Bulgwang-dong (불광동; 佛光洞)
- Daejo-dong (대조동; 大棗洞)
- Eungam-dong (응암동; 鷹岩洞)
- Galhyeon-dong (갈현동; 葛峴洞)
- Gusan-dong (구산동; 龜山洞)
- Jeungsan-dong (증산동; 繒山洞)
- Jingwan-dong (진관동; 津寬洞)
- Nokbeon-dong (녹번동; 碌磻洞)
- Susaek-dong (수색동; 水色洞)
- Yeokchon-dong (역촌동; 驛村洞)

## Símbolos
- Árvore: Jujuba
- Flor: Cosmos
- Pássaro: Pombo

## Transportes

### Ferroviário
- Metrô de Seul

- ■Linha 3 do Metrô de Seul

- (Deogyang-gu, Goyang) ← Gupabal ─ Yeonsinnae ─ Bulgwang ─ Nokbeon → (Seodaemun-gu)

- Seoul Metropolitan Rapid Transit Corporation

- ■Linha 6 do Metrô de Seul

- (Mapo-gu) → Susaek → Jeungsan → Saejeol → Eungam → Yeokchon → Bulgwang → Dokbawi → Yeonsinnae → Gusan → Eungam → Saejeol → Jeungsan → Susaek → (Mapo-gu)

(De Eungam à Eungam via Bulgwang e Yeonsinnae é a zona de direção única.)

## Pontos de interesse
- Bukhansan
- Seo-Ohung
- Templos Samcheon-sa, Jingwan-sa e Suguk-sa